# Свети Петър (Беренде)
Вижте пояснителната страница за други значения на Свети Петър.
„Свети Петър“ е средновековна църква при село Беренде, Софийско и е паметник на културата, датиран от периода на Второто българско царство. Храмът буди интерес преди всичко поради характера на своите стенописи.
Храмът е един от паметниците на културата, доказващ високата стойност на българското културно-историческото и художественото наследството. Представлява скромна като размер и градеж постройка от ломен камък, отнасяща се към малките еднокорабни църкви без притвор. Част е част от разположен край църквата некропол (гробище), който е използван до началото на 80-те години на ХХ в. Размерите ѝ са приблизително около 4,5 х 5,5 м. Стените ѝ са с дебелина от около 0,90 м и са лишени от каквито и да е архитектонични членения и украса. Има една полукръгла апсида на северната страна, а сводът ѝ е с външно покритие от каменни плочи. Архитектурни достойнства и значимост на църквата като постройка трудно биха били открити. Нейната елементарност и простота най-вероятно са вследствие не на естетически принципи. Стенописният ансамбъл е пример за стил и единство на художествения образ. Липсата на ктиторски портрети и надпис, както и не добре запазените стенописи на западната фасада не позволяват точното датиране на обекта. Някои учени отнасят изграждането на старата гробищна църква към XIII век и името на Иван Асен II, тъй като допреди години все още имало надпис. Счита се, че именно тук е бил създаден най-ранният известен ктиторски портрет – на цар Иван Асен II, рисуван през XIII век върху външната страна на църквата. Днес е напълно унищожен.
Други автори смятат, че църквата е изградена XIV век по времето на Иван Александър. В действителност стенописите в храма не принадлежат на един автор, нито дори са създавани по едно и също време, за което свидетелства разликата в стилистичното изгражсане на образите от различните части на сцените. Няма категорична датировка за построяването на храма – дали е построен през XIII – XIV век или е още по-стар, но със сигурност има единодушие сред автори изкуствоведи и историци за неизмерната стойност на църквата като едно от най-големите богатства в цялото българско художествено наследство и култура от времето на Асеневци.
- Стенописи
- Константин и Елена
- Свети Кирил
- Успение Богородично
- Светци войни